# Adam Rener
Adam Rener (auch Adam von Lüttich; * um 1482 in Lüttich; † um 1520 in Altenburg) war ein franko-flämischer Komponist und Sänger der Renaissance.

## Leben und Wirken
Über die frühe Zeit von Adam Rener, insbesondere über seine Jugendzeit, gibt es keine Informationen. Erstmals erwähnt ist er 1498 in der Liste von sechs Mutanten-Chorknaben in der Kantorei von König Maximilian I. in Innsbruck, woraus sich sein ungefähres Geburtsjahr ermitteln lässt. Im Jahr 1500 hat er sich „ad studium“ nach Burgund begeben. Aus diesem Beleg geht nicht hervor, dass ein Universitätsstudium gemeint war; ebenso gut könnte Rener in der burgundischen Hofkapelle seine musikalischen Fertigkeiten weiter ausgebildet haben. Darauf deutet auch hin, dass er nach seiner Rückkehr an den habsburgischen Hof im Jahr 1503 als Komponist bezeichnet wurde.
Am kursächsischen Hof von Friedrich dem Weisen in Torgau fehlte nach dem Tod von Adam Singer (Adam von Fulda) im Jahr 1505 ein kompetenter Musiker. Ab dem Jahr 1507 übernahm Rener die Leitung der dortigen kursächsischen Hofkapelle, welche sich in den folgenden Jahren unter ihm zu einem bedeutenden Zentrum der Kirchenmusik entwickelte. Die Belege über seine Tätigkeit in Torgau enden im Jahr 1517. Sein Name erscheint zum letzten Mal im Hofarchiv in Altenburg für das Jahr 1520.

## Bedeutung
Durch die Tätigkeit von Adam Rener erreichte die Hofkapelle von Friedrich dem Weisen von Sachsen (Regierungszeit 1486–1525) ein internationales Niveau. Außer durch das Wirken von Heinrich Isaac ist durch seine Tätigkeit der fortgeschrittene Stil der franko-flämischen Musik bald nach 1500 nach Deutschland gelangt. Unter seiner Leitung wurde in Kursachsen eine umfangreiche Sammlung liturgischer Chormusik (die Jenaer Chorbücher) angelegt. In diesen Chorbüchern sind Reners eigene Werke nur teilweise als solche gekennzeichnet. Soweit die Sammlungen von dem Wittenberger Musikverleger Georg Rhau herausgegeben wurden, ist die Autorschaft der Kompositionen genauer vermerkt.
Der musikalische Stil von Adam Rener schließt sich an die Kompositionsweise von Heinrich Isaac an und lässt sich gut mit dem Stil des Isaac-Schülers Ludwig Senfl vergleichen. Besonders in seinen Propriums-Kompositionen, die an einen Cantus firmus gebunden sind, wird Reners souveräne Beherrschung des musikalischen Satzes sichtbar, der hier Eleganz mit Klangschönheit verbindet (Franz Körndle).

## Werke
Gesamtausgabe: Adam Rener, Gesamtausgabe / Collected Works II / 1–2, herausgegeben von Robert L. Parker, Brookln / New York 1964–1976.
- Messordinarien
  - Missa de Beata Virgine zu vier Stimmen
  - Missa Carminum I und II zu vier Stimmen
  - Missa [„Veci la danse“] zu vier Stimmen
  - Missa „Adieu mes amours“ zu vier Stimmen
  - Missa „Alma redemptoris mater“ zu vier Stimmen
  - Missa Dominicalis zu vier Stimmen (Credo von Antoine Brumel)
  - Missa Octavi toni zu vier Stimmen
  - Missa paschalis zu vier Stimmen (Kyrie, Gloria alternatim, Sequenz, Sanctus, Agnus Dei)
- Proprien
  - Introiten: „Puer natus est“ (I), „Suscepimus“, „Puer natus est“ (II), „Ecce“, jeweils zu vier Stimmen
  - Alleluja: „Felix es sacra virgo“, „Maria Dei genitrix“, „Dies sanctificatus“ (I), „Dies sanctificatus“ (II), jeweils zu vier Stimmen
  - Sequenzen: „Rochi patris ob honorem“ zu vier bis fünf Stimmen, „Ave praeclara maris stella“ zu vier bis sechs Stimmen, [„Natus“] (I), [„Natus“] (II), [„Festa“], „Grates nunc omnes“, jeweils zu vier Stimmen
  - Communiones: „Viderunt“ (I), „Viderunt“ (II), „Vidimus“, jeweils zu vier Stimmen
- Lieder
  - „Ach ainigs ain“ zu vier Stimmen
  - „Mein höchste Frucht“ zu vier Stimmen
- Von Georg Rhau zugeschriebene Werke
  - Psalmen: „Ad Dominum“, „Laetatus sum“, „Lauda Hierusalem“, „Laudate Dominum“, jeweils zu vier Stimmen
  - Responsorium: „Qui totum subdit“ (= „Summe trinitati“) zu vier Stimmen
  - Hymnen: „A solis ortus cardine“ zu drei Stimmen, „Qui paracletus“ [= „Veni creator spiritus“], jeweils zu vier Stimmen
  - Magnificat octo tonorum zu vier Stimmen
  - Introitus: „Puer natus est“ zu vier Stimmen
  - Alleluja: „Dies sanctificatus“, „Vidimus stellam“, jeweils zu vier Stimmen
  - Evangelium ad Missam: „Postquam impleti sunt dies“ zu vier Stimmen
  - Sequenzen: [„Festa Christi omnis“], [„Natus ante saecula“], jeweils zu vier Stimmen
  - Communiones: „[Viderunt] omnes“, „[Vidimus] stellam“, jeweils zu vier Stimmen